# وليم إتش. أرمسترونغ
وليم إتش. أرمسترونغ (بالإنجليزية: William H. Armstrong)‏ (14 سبتمبر 1911، كسينغتون في الولايات المتحدة - 11 أبريل 1999، كينت في الولايات المتحدة)؛ كاتِب مُتخصِّص في أدب الأطفال، مدرس وروائي أمريكي.

## روابط خارجية
- وليم إتش. أرمسترونغ على موقع IMDb (الإنجليزية)
- وليم إتش. أرمسترونغ على موقع قاعدة بيانات الفيلم (الإنجليزية)